# Thamnosophis infrasignatus
Espèce
Synonymes
- Ptyas infrasignatus Günther, 1882
- Liopholidophis thieli Domergue, 1972
- Liopholidophis infrasignatus (Günther, 1882)

Statut de conservation UICN

 LC  : Préoccupation mineure
Thamnosophis infrasignatus est une espèce de serpents de la famille des Lamprophiidae. 

## Répartition
Cette espèce est endémique de Madagascar.

## Description

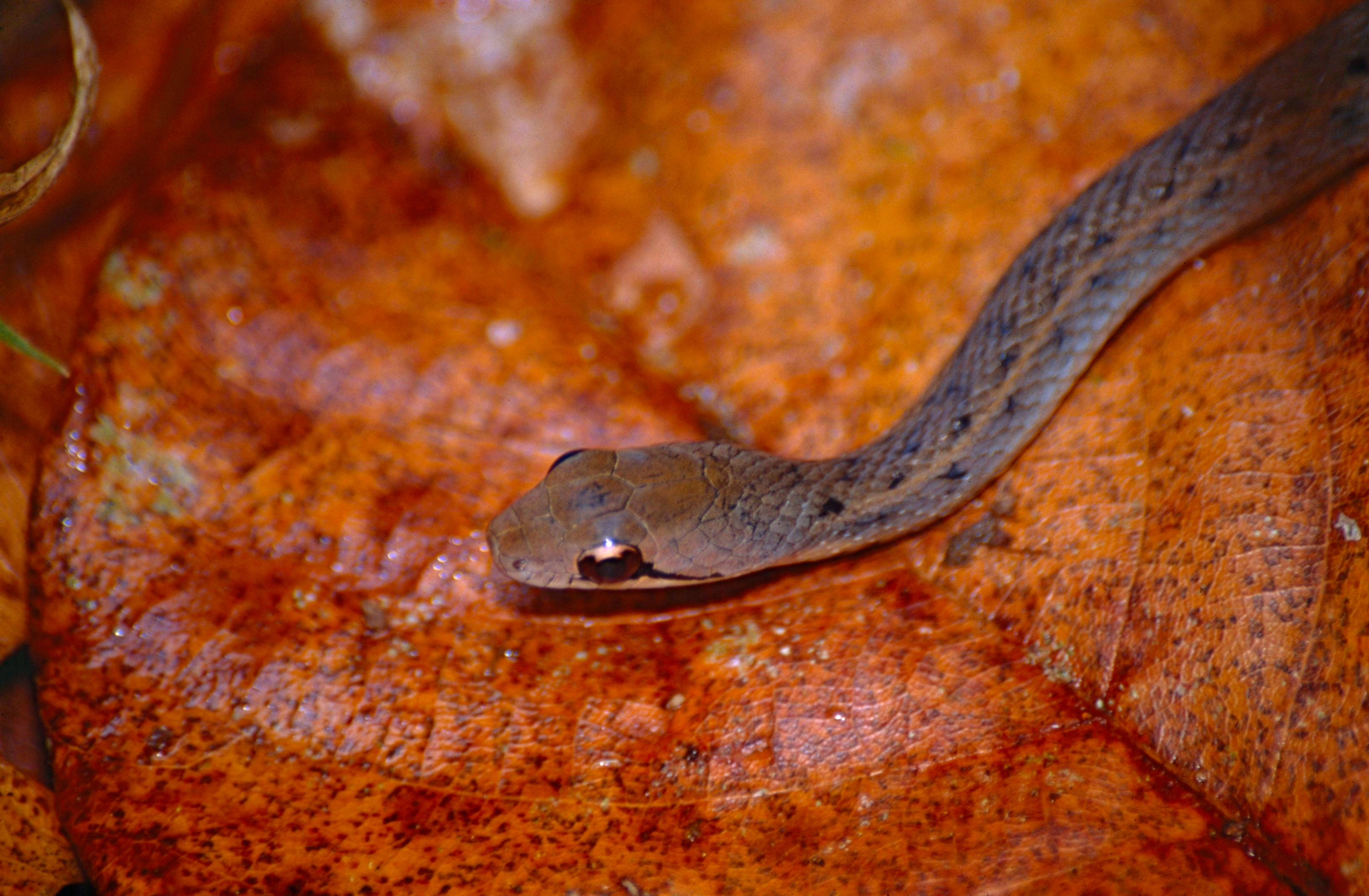

Dans sa description Günther indique que le plus grand spécimen en sa possession mesure 94 cm dont 20 cm pour la queue. Son dos est brun olive et présente de chaque côté une fine ligne plus claire assez peu visible s'étendant de la tête jusqu'à la moitié du antérieur du corps. Sa face ventrale est blanchâtre ou rougeâtre avec de nombreuses petites taches noirâtres. Une rayure noire barre l’œil depuis l'angle de la gueule.

## Publication originale
- Günther, 1882 : Ninth contribution to the knowledge of the fauna of Madagascar. Annals and magazine of natural history, sér. 5, vol. 9, p. 262-266 (texte intégral).